# Khalilou Sall
Pour les articles homonymes, voir Sall.
 (octobre 2009).
Khalilou Sall, né le 3 octobre 1926 à Saint-Louis du Sénégal et mort le 16 avril 2008 à Dakar, est un ingénieur et un homme politique sénégalais.

## Biographie
Son père, Madièye Sall, instituteur émérite fait partie de première promotion de l'École normale William-Ponty de Gorée (Sénégal) qui forma les premiers intellectuels de l'Afrique-Occidentale française (AOF).
Khalilou, après des études primaires à Saint-Louis du Sénégal, fréquenta le lycée Faidherbe de la même ville et obtint le brevet de capacité coloniale (équivalent du baccalauréat en France) série mathématiques en 1947. Il intégra les classes préparatoires aux grandes écoles du Lycée Pierre-de-Fermat à Toulouse tout en s'inscrivant à l'université en mathématiques et physique. C'est à l'ESME Sudria de Paris qu'il réussit au concours d'entrée de l'École supérieure d'électricité (SUPELEC) en 1950 dont il fut diplômé en 1952.
Après quelques années de professionnalisation en France, d'abord comme ingénieur d'études à la Compagnie générale de Nancy de (1952 à 1953) ensuite comme ingénieur d'essai à la Compagnie Électro-Mécanique de Lyon, il retourna au Sénégal et rejoignit la Compagnie des eaux et de l'électricité de l'Ouest Africain en qualité de directeur technique adjoint. 
Mais l’expérience ne dura qu’une année et il fut recruté en 1957 par la Régie des chemins de fer de l’AOF qui sortait d'une grève des cheminots.
L’année 1957 fut également déterminante pour Khalilou Sall dans la mesure où il participa à Thiès, le siège de la Régie, à la fondation du Parti africain de l'indépendance (PAI). 
À la suite du référendum organisé le 28 septembre 1958 par le général de Gaulle, du « non » de la Guinée et de son accession à l’indépendance, Khalilou Sall fit partie de cadres africains venus à Conakry, à l’appel du Parti africain de l'indépendance, prêter main-forte au gouvernement de Sékou Touré que la France avait décidé de sanctionner en retirant tous ses fonctionnaires et en gelant tous les projets de coopération. Khalilou Sall fut nommé directeur des Chemins de fer de Guinée avant de prendre la direction du Cabinet du Ministre des Travaux Publics et des Transports en 1961.
En 1962, par suite de divergences avec Sékou Touré, dont le régime devenait de plus en plus répressif, Khalilou Sall et ses camarades du PAI prirent la décision d’aller vivre en exil à Bamako au Mali de Modibo Keïta.
De retour au Sénégal en 1963, il créa le bureau d'études ORGATEC avec son ami Diaraf Diouf, qui réalisa de nombreuses études de projets de développement dans toute l’Afrique.
Le président Léopold Sédar Senghor fit appel à lui en 1968 pour relancer le chemin de fer au Sénégal. C’est ainsi qu’il dirigea la Régie des Chemins de fer du Sénégal jusqu’en 1971. Le chemin de fer se modernisa et la liaison ferroviaire Dakar-Bamako joua un important rôle d’intégration.
Entre 1971 et 1977, il servit à la Banque africaine de développement (BAD) comme sous-directeur des opérations, chargé des projets, ensuite comme directeur adjoint des opérations et enfin directeur des opérations.
Après la BAD, Khalilou Sall retourna au Sénégal et reprit la direction d’ORGATEC en qualité de Président-directeur général (PDG). À ce titre il présidera la Fédération des consultants africains (FECA) entre 1994 et 1997 après avoir été vice-président exécutif entre 1984 et 1990.
Khalilou Sall a été actif dans le syndicalisme étudiant, dans l’Association générale des étudiants africains de Paris (AGEAP) dont il fut vice-président. Il a aussi contribué à la création de l’Association des ingénieurs et techniciens africains (AITA).
Il a animé jusqu’à la veille de sa mort (le 16 avril 2008), en tant que coordinateur, un groupe d’hommes et de femmes d’expérience nommé Le Cénacle : repères et prospective. C’est un cadre de rencontre d’intellectuels désireux de mettre en commun leurs réflexions au service du Sénégal et de l’Afrique.

## Publications
- La démystification de la technique condition du développement, rapport au 1er congrès de l’Association des ingénieurs et techniciens africains (AITA) à Bamako (1959)
- Conception, lancement et management de la Société des transports urbains de Conakry (1960)
- Le rôle des bureaux d’études dans la maitrise du développement (1969)
- Manuel pour la rédaction des propositions et des contrats dans un bureau d’études
- La technologie africaine dans l’art africain, rapport de présentation d’une exposition sur les techniques et technologies nègres, Lagos (1974)
- L'enseignement des sciences des techniques et de l’architecture dans les universités africaines d’expression française, étude commandée par l’Association des universités africaines (1975)